# 惠主教
惠主教（Channing Moore Williams，1829年7月18日—1910年12月2日），美国圣公会传教士，中国和日本主教。
惠主教出生在里士满，1855年按立为会吏。1857年，他在中国按立为牧师，1857年被派往日本长崎。1866年，他被祝圣为中国和日本主教。1874年，他前往东京，建立了圣保罗大学，即今天的东京立教大学。
1878年，他联合各国圣公会传教士加强日本圣公会。1893年任命继任者之后，他住在日本京都，直到1908年才返回美国，1910年12月2日在里士满去世。他被圣公会列为圣人纪念.